# Віялохвістка чорна
Віялохвістка чорна (Rhipidura atra) — вид горобцеподібних птахів родини віялохвісткових (Rhipiduridae).

## Поширення
Поширений в Новій Гвінеї та на острові Вайгео. Природним середовищем існування є субтропічні або тропічні вологі гірські ліси.

## Опис
Тіло завдовжки 16-17 см, вага 11-12 г. Самці мають повністю чорне оперення, тільки над оком дуже вузька, ледь помітна біла смужка. Самиці червоно-коричневі, лише середня пара пір'я хвоста повністю чорна. Райдужка темно-коричнева, верхня частина дзьоба чорна, а нижня жовта.

## Підвиди
- Rhipidura atra atra Salvadori 1876 — Вайгео та гори Нової Гвінеї
- Rhipidura atra vulpes Mayr 1931 — гори Циклопа